# Canton de Bonifacio
Le canton de Bonifacio est une ancienne division administrative française, située dans le département de la Corse-du-Sud et la collectivité territoriale de Corse.

## Géographie
Ce canton comprenait la commune de Bonifacio dans l'arrondissement de Sartène. Son altitude variait de 0 à 340 m pour une altitude moyenne de 70 m.

## Histoire
- De 1833 à 1848, les cantons de Bonifacio et de Porto-Vecchio avaient le même conseiller général. Le nombre de conseillers généraux était limité à 30 par département[1].

- En 1836, de graves désordres et des actes de violence ont empêché le dépouillement du scrutin, auquel 80 électeurs avaient participé. La séance a été reprise le soir, et il ne s'est présenté que 36 électeurs, qui ont élu M. Rocca-Serra Jérôme, propriétaire à Sartène. Cette élection a été attaquée devant le conseil de préfecture[2].

- Le canton est supprimé par le décret du 24 février 2014, à compter des élections départementales de mars 2015[3]. Il est englobé dans le canton du Grand Sud.

- Après une première campagne aux municipales face à monsieur Pelligrini et une rapide ascension sur les réseaux sociaux (débats, articles...), le patriarche Pierre Spano se distingue pour ses haut-faits et place la ville de Bonifacio sur la carte. Artiste, philosophe et pédophile de renom, il contribue régulièrement à l'activité culturelle de Bonifacio.

## Administration

### Conseillers généraux de 1833 à 2015
| Période | Période          | Identité                                          | Étiquette            | Qualité |
| ------- | ---------------- | ------------------------------------------------- | -------------------- | --- |
| 1833    | 1845 (décès)     | Jules Camille de Rocca Serra                      |                      | Avocat - Juge de paix à Porto-Vecchio |
| 1845    | 1848             | Jules de Rocca Serra(fils du précédent)           |                      | Juge, propriétaire, Maire de Porto-Vecchio (1846-1854)                                                                                    |
| 1848    | 1852             | Jules Piras (1821-1893)                           |                      | Avocat, Bonifacio |
| 1852    | 1864             | Jean-Charles Abbatucci                            | Bonapartiste         | Avocat Membre du Conseil d'État Président du Conseil Général Député (1849-1851, 1872-1876, 1877-1881)                                     |
| 1864    | 1871             | Nicolas Trani                                     | Républicain          | Propriétaire, avocat, maire de Bonifacio (1877 et 1882)                                                                                   |
| 1871    | 1881 (décès)     | Pierre-Vincent Montepagano                        | Bonapartiste         | Médecin Maire de Bonifacio (1864-1870, 1872-1877), conseiller d'arrondissement                                                            |
| 1881    | 1886             | Jean Antoine Musso                                | Droite républicaine  | Négociant à Bastia Directeur et armateur d'une société spécialisée dans l'exportation des cédrats et du liège sur le bassin méditerranéen |
| 1886    | 1895 (démission) | Augustin Piras                                    | Droite               | Maire de Bonifacio, nommé juge de paix en 1895                                                                                            |
| 1895    | 1919             | Erasme Carrega (1851-1934)                        | Républicain Aréniste | Industriel - Maire de Bonifacio (1895-1896 et 1904-1912)                                                                                  |
| 1919    | 1922             | Hugues Minighetti                                 |                      | Économe des lycées de Bastia en retraite à Bonifacio                                                                                      |
| 1922    | 1940             | Joseph Carrega (Fils d'Erasme Carrega, 1877-1956) | RG                   | Maire de Bonifacio (1925-1945) |
|         |                  |                                                   |                      | |
| 1945    | 1949             | Marie-Claire Scamaroni (Sœur de Fred Scamaroni)   | UP (app. PCF)        | Avocate, députée au Parlement Européen (1983-1987)                                                                                        |
| 1949    | 1955             | François Panzani                                  | Rad.                 | Maire de Bonifacio (1947-1953) |
| 1955    | 1967             | Don Mathieu Tramoni                               | UNR                  | Inspecteur central du Trésor retraité Maire de Bonifacio (1953-1965)                                                                      |
| 1967    | 1973             | Dominique Milano                                  | UDR                  | Maire de Bonifacio (1965-1971) |
| 1973    | 1979             | Michel Ferdani (1912-1992)                        | PS                   | Administrateur civil Maire de Bonifacio (1971-1978)                                                                                       |
| 1979    | 1985             | Xavier Serafino (1911-1989)                       | UDF puis DVG         | Médecin, chirurgien Maire de Bonifacio (1978-1989)                                                                                        |
| 1985    | 2011             | Jean-Baptiste Lantieri                            | UDF puis DVD         | Psychiatre Conseiller territorial Maire de Bonifacio (1989-2008)                                                                          |
| 2011    | 2015             | Mme Claude Degott-Serafino                        | DVG                  | Médecin, professeure de médecine Adjointe au maire de Bonifacio                                                                           |

- Résultats des élections cantonales

### Conseillers d'arrondissement (de 1833 à 1940)
| Période                                  | Période | Identité                               | Étiquette                           | Qualité |
| ---------------------------------------- | ------- | -------------------------------------- | ----------------------------------- | --- |
| 1833                                     | 1836    | Antoine Sylvestre Bartoli (1770-1851)  |                                     | Avocat à Sartène, ancien Sous-Préfet de Sartène                                                             |
|                                          |         |                                        |                                     | |
| 1852                                     | 1858    | Antoine-Jean Rocca                     |                                     | |
| 1858                                     | 1871    | Pierre-Vincent Montepagano (1828-1881) |                                     | Médecin en chef de l'hôpital civil et militaire, maire de Bonifacio                                         |
|                                          |         |                                        |                                     | |
| avant 1877                               |         | Jean-Baptiste Castelli                 |                                     | Propriétaire à Bonifacio                                                                                    |
|                                          |         |                                        |                                     | |
| av.1887                                  |         | M. Arata                               |                                     | |
|                                          |         |                                        |                                     | |
| 1907                                     |         | F.S. Minighetti                        |                                     | Pharmacien                                                                                                  |
|                                          |         |                                        |                                     | |
| 1937                                     | 1940    | M. Gazano                              | Candidat de paix et d'union sociale | |
| 1940                                     |         |                                        |                                     | Les conseils d'arrondissement ont été suspendus par la loi du 12 octobre 1940 et n'ont jamais été réactivés |
| Les données manquantes sont à compléter. |         |                                        |                                     | |

## Composition
Le canton de Bonifacio comprenait une commune et comptait 2 950 habitants, selon la population légale de 2012.
| Nom                   | Code Insee | Intercommunalité | Population (dernière pop. légale) |
| --------------------- | ---------- | ---------------- | --------------------------------- |
| Bonifacio (chef-lieu) | 2A041      | CC du Sud Corse  | 2 973 (2014)                      |

## Démographie
| 1962  | 1968  | 1975  | 1982  | 1990  | 1999  | 2006  | 2011  | 2012  |
| ----- | ----- | ----- | ----- | ----- | ----- | ----- | ----- | ----- |
| 2 418 | 2 431 | 2 693 | 2 736 | 2 683 | 2 658 | 2 831 | 2 938 | 2 950 |